# Liste der Nummer-eins-Hits in Südkorea (1999)
Dies ist eine Liste der Nummer-eins-Hits in Südkorea im Jahr 1999, basierend auf den ehemaligen offiziellen Music Industry Association of Korea Charts, die es zwischen 1999 und 2008 gab. In den MIAK-Charts gab es lediglich Albumcharts. Die einzelnen Chartmonate sind nur noch über Web-Archivierung aufrufbar. Die aktuell offiziellen Gaon Charts wurden erstmals in 52. Kalenderwoche des Jahres 2009 herausgegeben.

## Alben
| | Liste der Nummer-eins-Hits in Südkorea | Liste der Nummer-eins-Hits in Südkorea | Liste der Nummer-eins-Hits in Südkorea | 2000 →                    |
| \| Zeitraum \| Mt. ges. \| Interpret \| Titel \| Zusätzliche Informationen \| \| (Zeitraum, Monate auf Platz eins, Interpret, Titel, zusätzliche Informationen) \| \| \| \| \| \| ------------------------------------------------------------------------------ \| -------- \| ------------- \| ------------------------------- \| ------------------------- \| \| Januar 1999 1 Monat \| 1 \| Cool \| Cool 4.5 / 쿨-BEST(4.5집) \| – \| \| Februar 1999 1 Monat \| 1 \| Kim Hyun-jung \| A Seagull Of Dream / 김현정 2집 \| – \| \| März 1999 1 Monat \| 1 \| Kim Min Jong \| Binding / 인연 \| – \| \| April 1999 1 Monat \| 1 \| Yoo Seung-jun \| Now or Never / 유승준 3집 \| – \| \| Mai 1999 1 Monat \| 1 \| Fin.K.L \| White / 핑클2 \| – \| \| Juni 1999 1 Monat \| 1 \| Uhm Jung-hwa \| 005.1999.06 / 엄정화 5집 \| – \| \| Juli 1999 1 Monat \| 1 \| Yangpa \| Addio / 양파3집 \| – \| \| August 1999 1 Monat \| 1 \| YG Family \| Y.G Family \| – \| \| September 1999 1 Monat \| 1 \| Jo Sung-mo \| For your Soul / 조성모2집 \| – \| \| Oktober 1999 1 Monat \| 1 \| S.E.S. \| Love \| – \| \| November 1999 1 Monat \| 1 \| Kim Gun-mo \| Growing / 김건모 \| – \| \| Dezember 1999 1 Monat \| 1 \| Yoo Seung-jun \| Over and Over \| – \| |                                        |                                        |                                        |                           |
| |                                        |                                        |                                        | → 2000 →                  |
| Zeitraum | Mt. ges.                               | Interpret                              | Titel                                  | Zusätzliche Informationen |
| (Zeitraum, Monate auf Platz eins, Interpret, Titel, zusätzliche Informationen) |                                        |                                        |                                        |                           |
| Januar 1999 1 Monat | 1                                      | Cool                                   | Cool 4.5 / 쿨-BEST(4.5집)              | –                         |
| Februar 1999 1 Monat | 1                                      | Kim Hyun-jung                          | A Seagull Of Dream / 김현정 2집        | –                         |
| März 1999 1 Monat | 1                                      | Kim Min Jong                           | Binding / 인연                         | –                         |
| April 1999 1 Monat | 1                                      | Yoo Seung-jun                          | Now or Never / 유승준 3집              | –                         |
| Mai 1999 1 Monat | 1                                      | Fin.K.L                                | White / 핑클2                          | –                         |
| Juni 1999 1 Monat | 1                                      | Uhm Jung-hwa                           | 005.1999.06 / 엄정화 5집               | –                         |
| Juli 1999 1 Monat | 1                                      | Yangpa                                 | Addio / 양파3집                        | –                         |
| August 1999 1 Monat | 1                                      | YG Family                              | Y.G Family                             | –                         |
| September 1999 1 Monat | 1                                      | Jo Sung-mo                             | For your Soul / 조성모2집              | –                         |
| Oktober 1999 1 Monat | 1                                      | S.E.S.                                 | Love                                   | –                         |
| November 1999 1 Monat | 1                                      | Kim Gun-mo                             | Growing / 김건모                       | –                         |
| Dezember 1999 1 Monat | 1                                      | Yoo Seung-jun                          | Over and Over                          | –                         |